# 333 Bush Street
333 Bush Street es un rascacielos de uso mixto de 43 pisos y 151 m ubicado en Bush Street en el Distrito Financiero de la ciudad de San Francisco, en el estado de California (Estados Unidos). Se completó en 1986, fue diseñado por Skidmore, Owings & Merrill y contiene oficinas comerciales, así como siete pisos de condominios residenciales de propiedad individual.

## Historial de propiedad reciente
En 2009, los propietarios de la torre, Hines y Sterling American Property, perdieron la propiedad a sus prestamistas después de que el inquilino principal, el bufete de abogados multinacional Heller Ehrman, se declarara en bancarrota e incumpliera con los pagos del alquiler, dejando la propiedad en un 65 por ciento vacante. En 2013, el edificio fue comprado por una empresa conjunta de Massachusetts Pension Reserves Investment Management Board y DivcoWest Properties por 275 millones de dólares. En 2015, fue adquirido por Tishman Speyer por 380 millones de dólares.